# World Rugby U-20 Trophy
World Rugby U-20 Trophy (wcześniej Junior World Rugby Trophy) – międzynarodowe zawody narodowych drużyn rugby dla zawodników do 20 roku życia niższe rangą od World Rugby U-20 Championship. Organizowane są przez IRB w zastępstwie zlikwidowanych mistrzostw drużyn U-19 i U-21. W rozgrywkach bierze udział osiem reprezentacji.
Zgodnie z zasadami ustalonym przez IRB zwycięzca turnieju awansuje do wyższej rangą imprezy – World Rugby U-20 Championship. Jednak wyjątkowo w związku z reorganizacją mistrzostw świata juniorów w roku 2010 i zmniejszeniem liczby występujących tam zespołów z 16 do 12, Rumuni – zdobywcy Trophy w 2009 roku – pozostali w tej samej klasie rozgrywek.
Liczba uczestników zawodów, którzy wystąpili następnie w testmeczu seniorskiej reprezentacji, na koniec roku 2014 dotarła do blisko dwustu.
| Rok  | Gospodarz         |                        | Mecz finałowy   | Mecz finałowy          | Mecz finałowy          |                 | Mecz o 3. miejsce | Mecz o 3. miejsce | Mecz o 3. miejsce |
| Rok  | Gospodarz         | Zwycięzca              | Wynik           | 2. miejsce             | 3. miejsce             | Wynik           | 4. miejsce        |                   |                   |
| 2008 | Chile             | Urugwaj U-20           | 20 – 8          | Chile U-20             | Gruzja U-20            | 34 – 10         | Rumunia U-20      |                   |                   |
| 2009 | Kenia             | Rumunia U-20           | 25 – 13         | Stany Zjednoczone U-20 | Chile U-20             | 19 – 17         | Kenia U-20        |                   |                   |
| 2010 | Rosja             | Włochy U-20            | 36 – 7          | Japonia U-20           | Rosja U-20             | 23 – 20         | Rumunia U-20      |                   |                   |
| 2011 | Gruzja            | Samoa U-20             | 31 – 24         | Japonia U-20           | Gruzja U-20            | 20 – 15         | Urugwaj U-20      |                   |                   |
| 2012 | Stany Zjednoczone | Stany Zjednoczone U-20 | 37 – 33         | Japonia U-20           | Tonga U-20             | 31 – 29         | Gruzja U-20       |                   |                   |
| 2013 | Chile             | Włochy U-20            | 45 – 23         | Kanada U-20            | Chile U-20             | 38 – 35         | Japonia U-20      |                   |                   |
| 2014 | Hongkong          | Japonia U-20           | 35 – 10         | Tonga U-20             | Stany Zjednoczone U-20 | 26 – 25         | Urugwaj U-20      |                   |                   |
| 2015 | Portugalia        | Gruzja U-20            | 49 – 24         | Kanada U-20            | Urugwaj U-20           | 44 – 43         | Tonga U-20        |                   |                   |
| 2016 | Zimbabwe          | Samoa U-20             | 38 – 32         | Hiszpania U-20         | Fidżi U-20             | 44 – 30         | Namibia U-20      |                   |                   |
| 2017 | Urugwaj           | Japonia U-20           | 14 – 3          | Portugalia U-20        | Urugwaj U-20           | 34 – 12         | Namibia U-20      |                   |                   |
| 2018 | Rumunia           | Fidżi U-20             | 58 – 8          | Samoa U-20             | Portugalia U-20        | 67 – 36         | Namibia U-20      |                   |                   |
| 2019 | Brazylia          | Japonia U-20           | 35 – 34         | Portugalia U-20        | Tonga U-20             | 29 – 27         | Urugwaj U-20      |                   |                   |
| 2020 | Hiszpania         | zawody odwołane        | zawody odwołane | zawody odwołane        | zawody odwołane        | zawody odwołane | zawody odwołane   |                   |                   |
| 2021 |                   |                        |                 |                        |                        |                 |                   |                   |                   |